# Arvid Liljelund
Emanuel Arvid Liljelund (* 20. Januar 1844 in Uusikaupunki (Nystad), Großfürstentum Finnland; † 21. Juli 1899 ebenda) war ein finnlandschwedischer Genre-, Porträt- und Landschaftsmaler der Düsseldorfer Schule.

## Leben
Liljelund begann seine künstlerische Ausbildung an den Zeichenschulen des Finnischen Kunstvereins, 1863/64 in Turku, 1864/65 in Helsinki unter Robert Wilhelm Ekman. Anschließend ging er – dank seines Gönners Fredrik Cygnaeus (1807–1881) mit einem Stipendium des Finnischen Kunstvereins versehen – nach Düsseldorf, wo er in den Jahren 1866 bis 1869 an der Kunstakademie Düsseldorf studierte. Dort waren Andreas Müller und Heinrich Lauenstein seine Lehrer. Ab 1870 beteiligte er sich an Ausstellungen. Von 1869 bis zur Mitte der 1870er Jahre arbeitete er als Lehrer der Zeichenschule des Finnischen Kunstvereins in Helsinki, 1891 bis 1899 als Lehrer und Direktor der Zeichenschule der Kunstfreunde von Wyborg.
In den Jahren 1875 bis 1877 lebte er erneut in Düsseldorf. Nachdem er eine Zeit in Paris gewesen war, ging er 1878 wieder nach Düsseldorf, wo er sich der folkloristisch-volkskundlichen Genremalerei zuwandte und sich von Interieurbildern des Schweizer Malers Benjamin Vautier inspirieren ließ. In dieses Jahr fällt Liljelunds Hauptwerk Aufkaufen von Volkstrachten in Säkylä. Bis 1896 unternahm er immer wieder Reisen an den Rhein, ferner nach Paris und München.
Innerhalb Finnlands unternahm Liljelund Reisen an die Küsten von Österbotten und in das Schärenmeer, auf denen er Landschaftsbilder malte, die beliebte Postkartenmotive wurden. Als Porträtmaler betätigte er sich vor allem; erhalten ist unter anderem ein Bildnis des Malers Ferdinand von Wright. Die Kaiserliche Kunstakademie St. Petersburg ernannte ihn zu ihrem Ehrenmitglied.

## Werke (Auswahl)

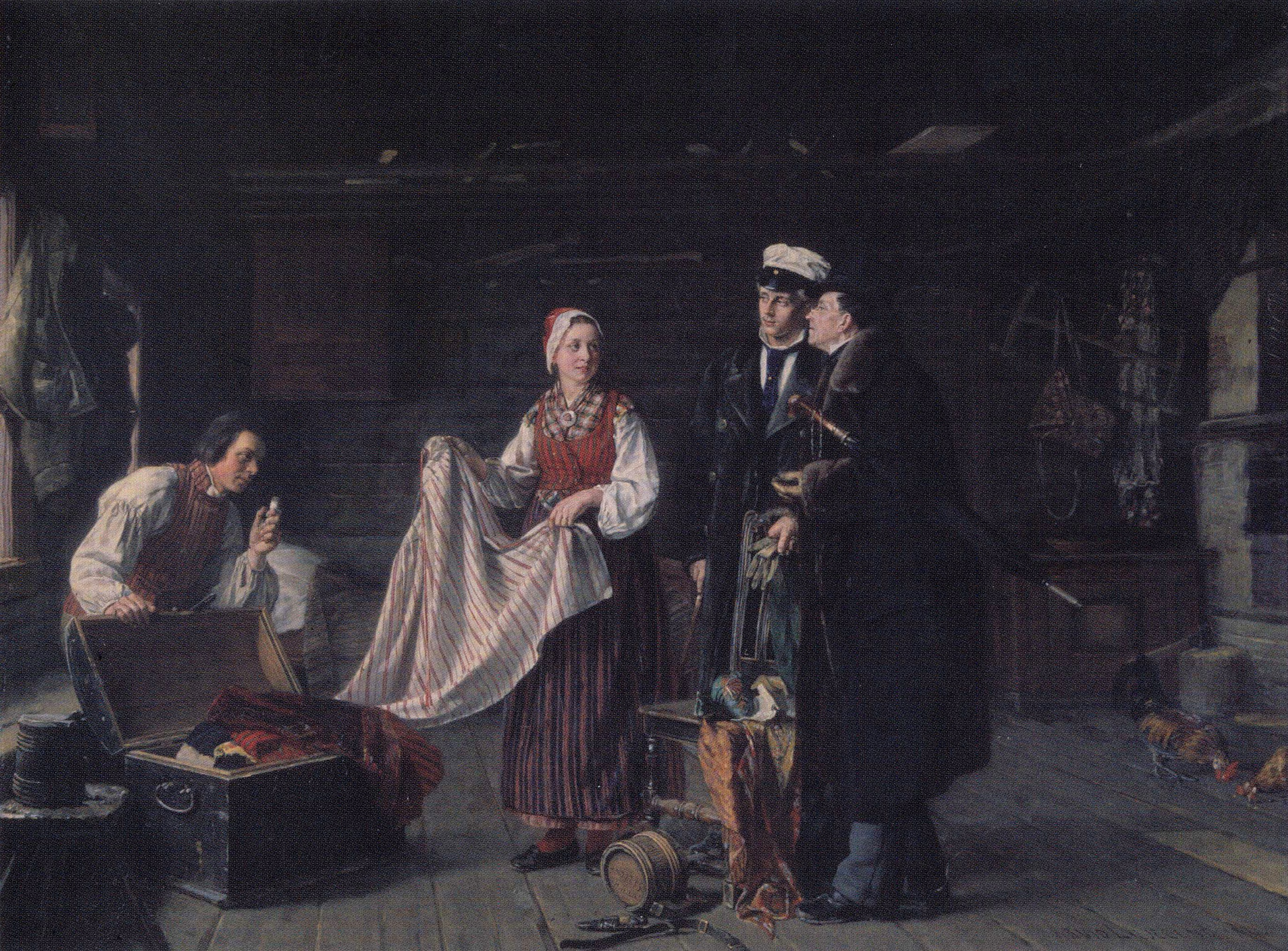
Kansallispukujen osto Säkylässä (Aufkaufen von Volkstrachten in Säkylä), 1878

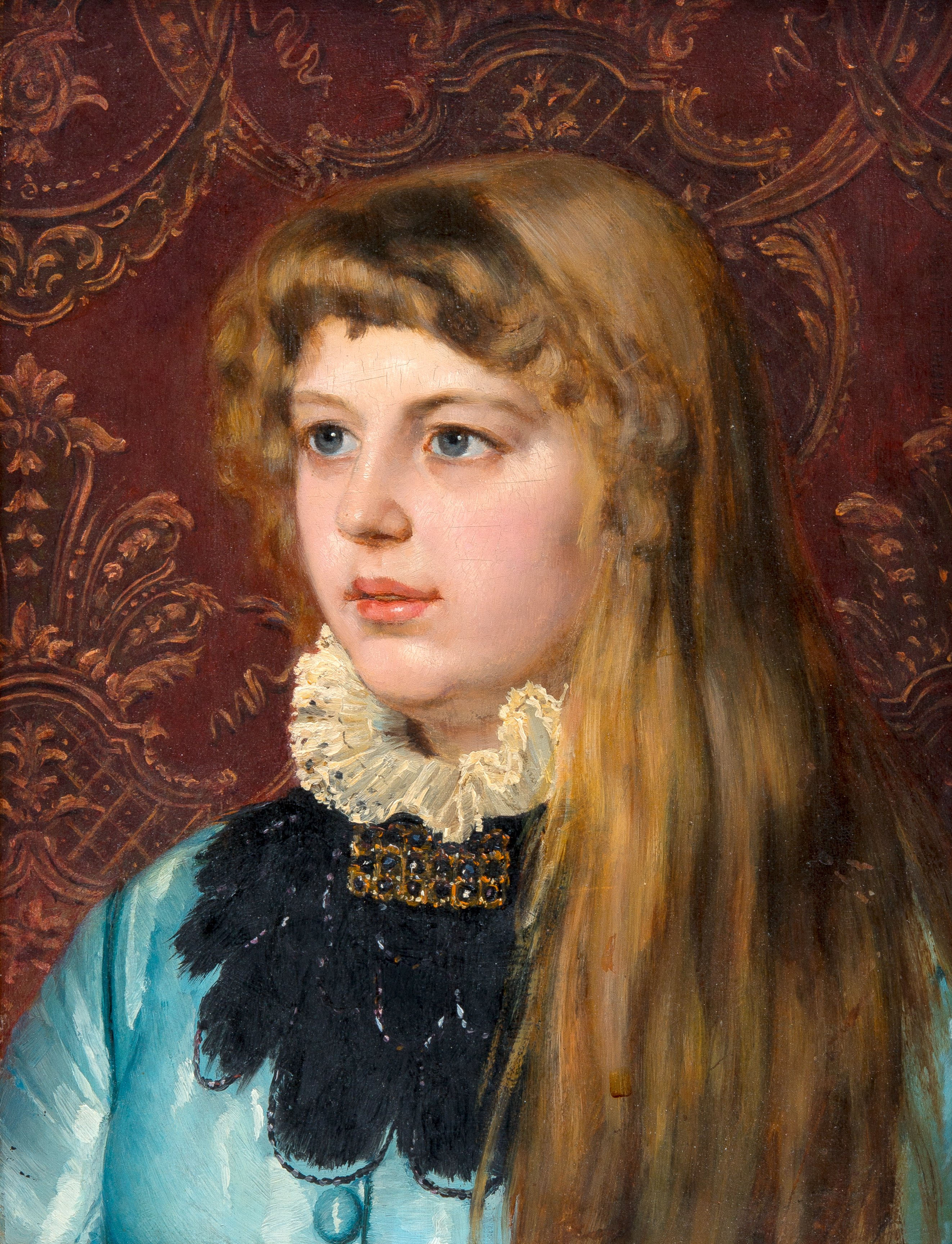
Festklädd flicka (Mädchen in festlicher Kleidung), 1881

Liljelunds Gesamtwerk umfasst rund 600 Bilder: 285 Porträts, 170 Genrebilder, 82 Landschaften, Stillleben und 22 Altarbilder, darüber hinaus mehrere Skizzen und Studien.
- Kilttipiika, 1876
- Kansallispukujen osto Säkylässä (Aufkaufen von Volkstrachten in Säkylä), 1878, Ateneum, Helsinki
- Festklädd flicka (Mädchen in festlicher Kleidung), 1881
- Lähtö Pariisista (Abschied vom Montmartre), 1884
- Sisäkuva Taivassalon kirkosta, um 1884